# 德徽
德徽（18世纪—1865年），博罗特氏，清朝额驸。
一等诚勇公班第后裔，诚勇公裕恒之子。德徽曾授散秩大臣。同治二年（1863年）十一月，与道光帝第九女寿庄和硕公主完婚。同治四年（1865年）正月，德徽逝世。无子，以从子为嗣。